# Boñar
Boñar é um município da Espanha na província de León, comunidade autónoma de Castela e Leão, de área 181 km² com população de 2236 habitantes (2006) e densidade populacional de 12,35 hab./km².

## Demografia
| Variação demográfica do município entre 1991 e 2004 | Variação demográfica do município entre 1991 e 2004 | Variação demográfica do município entre 1991 e 2004 | Variação demográfica do município entre 1991 e 2004 |
| --------------------------------------------------- | --------------------------------------------------- | --------------------------------------------------- | --------------------------------------------------- |
| 1991                                                | 1996                                                | 2001                                                | 2004                                                |
| 2852                                                | 2664                                                | 2429                                                | 2351                                                |